# Ada Crone
Ada Helena (Ada) Crone, ook Hondius-Crone (Amsterdam 28 september 1893 – Voorschoten 2 januari 1996) was een Nederlandse feministe, mecenas en kunstverzamelaar.

## Leven en werk
Crone werd in 1893 in Amsterdam geboren als dochter van de koopman Eduard Henrich Crone en Rebecca Ernestine Muller. Zij ging in 1912 in Zwitserland studeren. Tijdens haar studie ontmoette zij de Duitse advocaat Carl Julius Leopold Müseler, met wie zij op 17 maart 1914 in Amsterdam trouwde. Hij sneuvelde op 5 mei 1915 op 29-jarige leeftijd als reserveluitenant op het slagveld bij Ieper(en). Terug in Nederland ging ze een opleiding volgen aan de Kunstnijverheidsschool Quellinus Amsterdam. In 1919 trouwde ze met de advocaat mr. August Eduard von Saher. Uit hun huwelijk werden drie kinderen geboren. Na haar echtscheiding in 1929 gaf ze in haar tuinhuis aan een groep kinderen uit de buurt voorbereidend onderwijs volgens de methode van Maria Montessori. Ze volgde in Leiden colleges cultuurgeschiedenis. In 1935 trouwde ze met de opvoedkundige en filosoof Johannes Magdalenus Hondius (1900-1977) Samen organiseerden zij diverse culturele activieiten. Ook verleenden zij financiële steun aan bevriende kunstenaars.
Crone was actief op het gebied van de vrouwenbeweging en de vredesbeweging. Daarnaast publiceerde zij op het gebied van archeologisch onderzoek in 1955 "The temple of Nehalennia at Domburg".

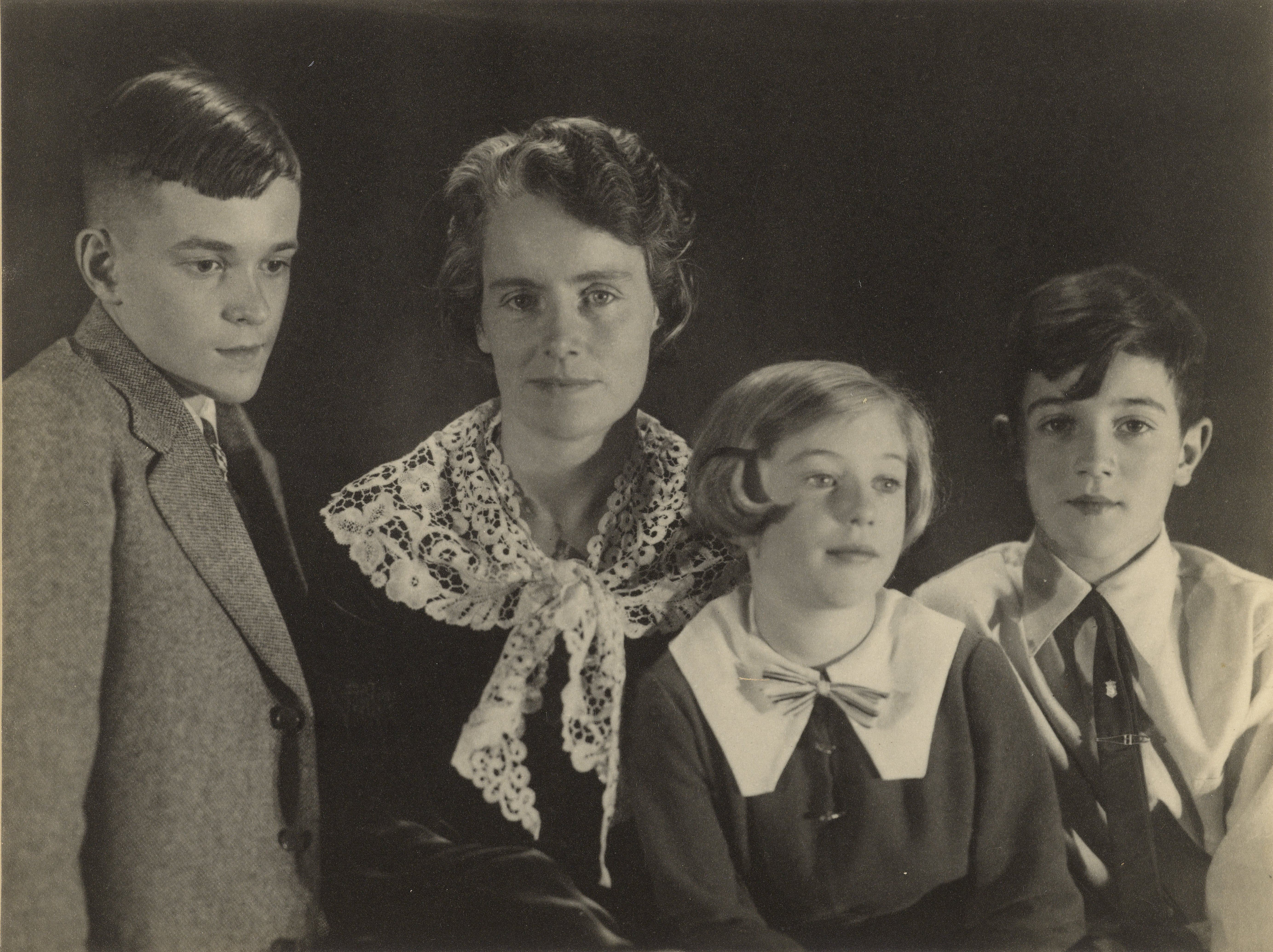
Crone met haar kinderen in januari 1935 (foto door Toni Arens-Tepe)

Crone overleed in 1996 op 102-jarige leeftijd in een verzorgingshuis in Voorschoten.
Een deel van haar archief is ondergebracht bij het Nieuwe Instituut in Rotterdam. Een collectie van haar etsen en studies, die zij maakte na haar opleiding aan de kunstnijverheidsschool, is ondergebracht bij  het Drents Museum in Assen. Het Gemeentemuseum Den Haag, het Rijksmuseum Amsterdam en het Amsterdam Historisch Museum kregen respectievelijk de door Paul Poiret ontworpen jurken en haar woon- en eetkamer, ontworpen door Cornelis Blaauw i.s.m. Hildo Krop.